# Pintura rococó

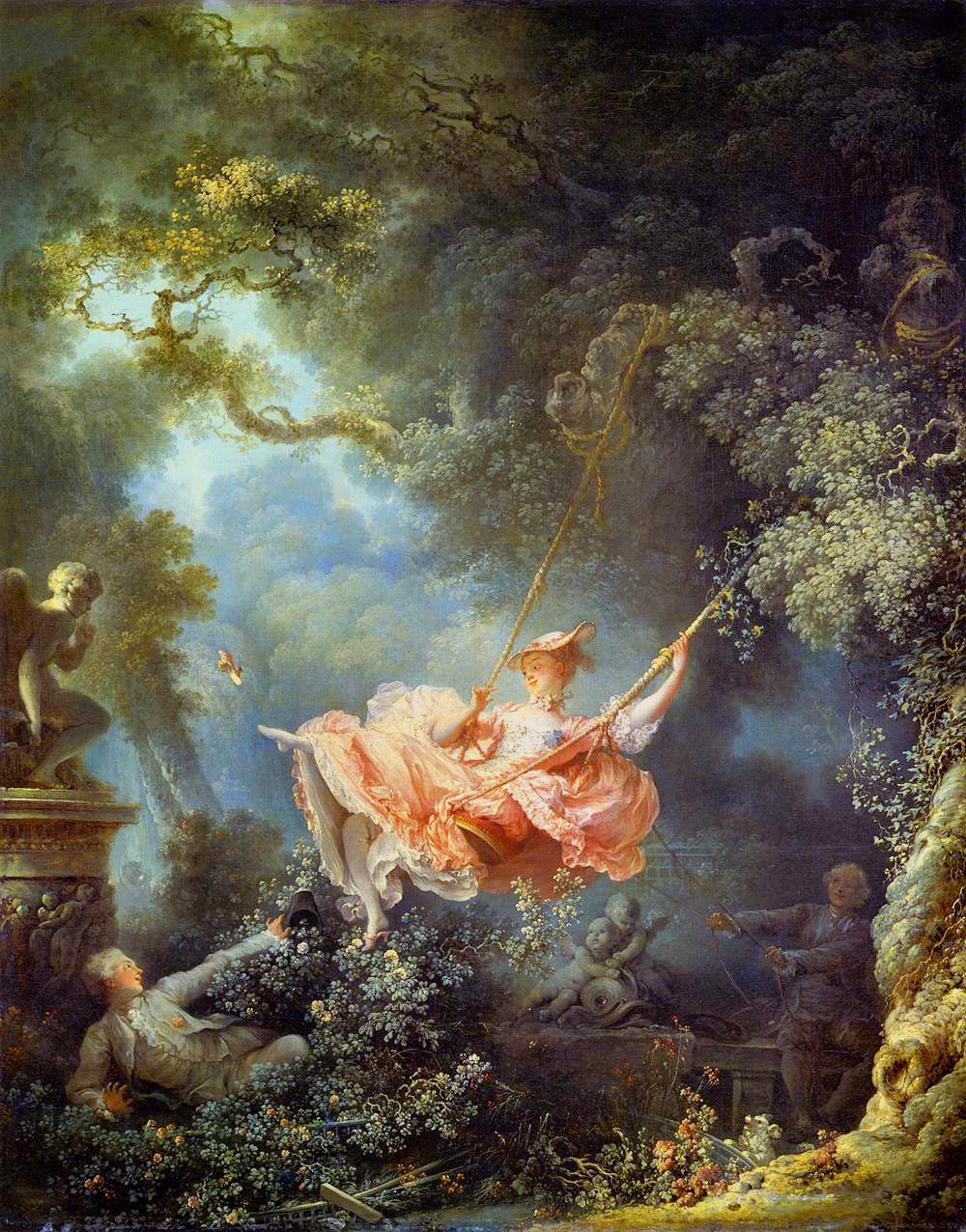
Jean-Honoré Fragonard: El columpio, 1766.

La pintura rococó se desarrolló a lo largo del siglo XVIII por toda Europa partiendo de Francia, cuna de este estilo de origen aristocrático y se dividió en un principio en dos campos nítidamente diferenciados: como parte de la producción artística, es un documento visual intimista y despreocupado del modo de vida y de la concepción del mundo de las élites europeas del siglo XVIII, en tanto también como una adaptación de elementos constituyentes del estilo a la decoración monumental de las iglesias y palacios, sirvió como medio de glorificación de la fe y del poder civil. El estilo Rococó nació en París durante la regencia del duque de Orleáns, en la minoría de edad de Luis XV, como una reacción de la aristocracia francesa contra el Barroco suntuoso, palacial y solemnemente practicado en el período de Luis XIV. Se caracterizó por su índole hedonista y aristocrática y se manifestó en la delicadeza, elegancia, sensualidad y gracia, y en la preferencia de temas blandos y sentimentales, donde las líneas curvas, los colores claros y la asimetría jugaban un papel fundamental en la composición de la obra. Desde Francia, tuvo un gran auge y asumió sus características más típicas y donde más tarde sería reconocido como patrimonio nacional, el Rococó logró difundirse por toda Europa, alterando significativamente sus propósitos pero manteniendo el modelo francés apenas en su forma externa, con escuelas importantes en Alemania, Inglaterra, Austria e Italia, con alguna representación también en otros lugares, como la península ibérica, los países eslavos y nórdicos, llegando incluso hasta el continente americano.
En un principio, la Ilustración comenzó bajo la representación del Barroco; puesto que durante años, el estilo del clasicismo francés había dominado la creación de obras de los artistas. Los pintores representaron las costumbres y actitudes de una sociedad en busca de la felicidad, la alegría de vivir y de los placeres sensuales, los más representativos de esta etapa fueron François Boucher, Antoine Watteau y Jean-Honoré Fragonard, artistas que mezclaron en sus imágenes y trabajos lo erótico, lo lúdico y lo mundano de las imágenes, así como también lo galante de cada una de ellas, por este motivo las obras de Boucher, Watteau y Fragonard así como las de sus inmediatos discípulos y epigonos (cuyo eco llega al neoclasicista Ingres) reciben en su conjunto dentro de la crítica de arte el nombre de pintura galante especialmente cuando los temas resaltan al desnudo en ambientes, ámbitos o contextos de riqueza. 
A pesar de su valor como obra de arte autónoma, la pintura del Rococó era concebida muchas veces como parte integrante de un concepto global de decoración de interiores.
A mediados del siglo XVIII, el Rococó comenzó a ser criticado por la nueva corriente neoclásica, la burguesía y la Ilustración y sobrevivió hasta la Revolución Francesa, cuando este movimiento cayó en descrédito completo, acusado de ser superficial, frívolo, inmoral y puramente decorativo. A partir de la década de 1830, volvió a ser calificado y reconocido como testimonio importante de una determinada fase de la cultura europea y del estilo de vida de un estatus social específico, y como un bien valioso por su mérito artístico único y propio, dando por consiguiente el planteamiento de cuestiones acerca de la estética que más tarde florecieron y se convirtieron en temáticas centrales del arte moderno.

## Orígenes del estilo

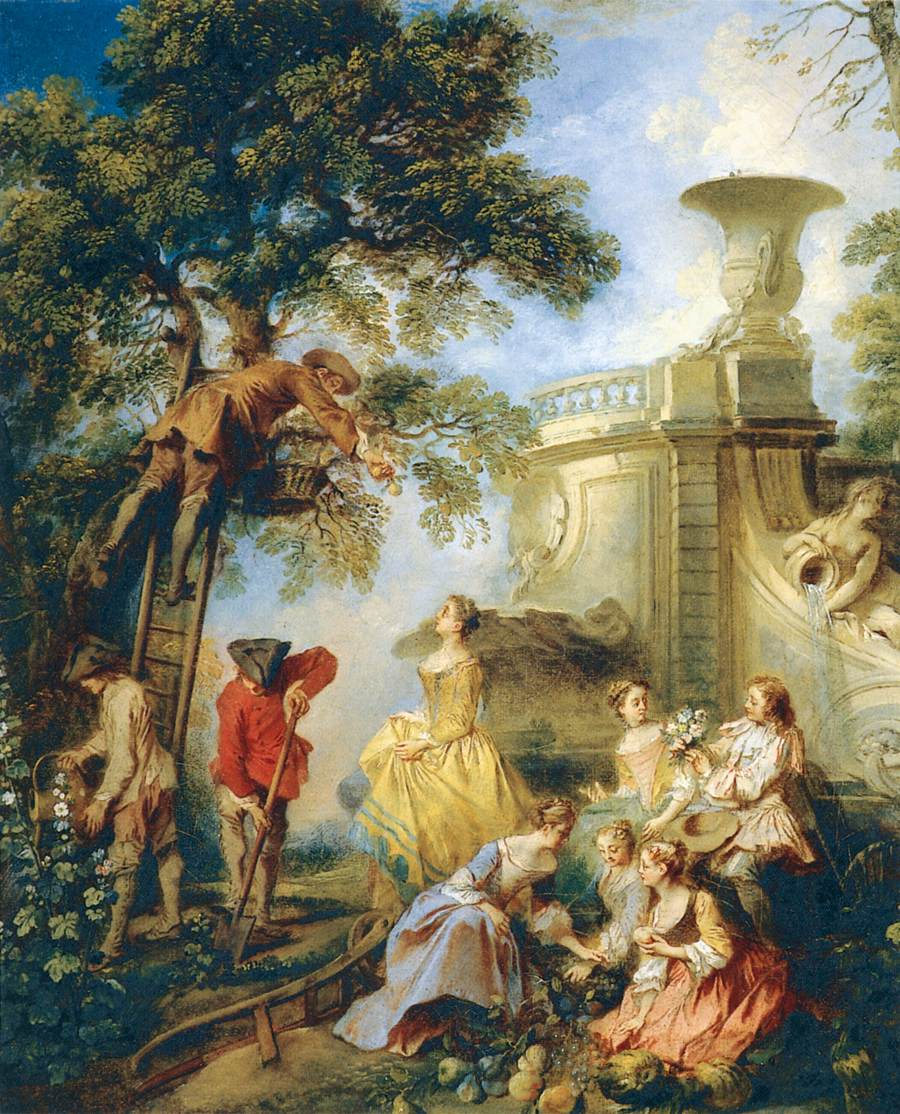
Nicolas Lancret: La Tierra, c. 1730.

El Rococó se desarrolló a partir de la creciente libertad de pensamiento que nació en Francia durante el siglo XVIII. La muerte de Luis XIV en 1715 abrió el espacio para un flexibilización de la cultura francesa, hasta entonces fuertemente ceremonial y dominada por representaciones que objetivaban por encima de todo la alabanza del rey y de su poder y se manifestaban de forma grandilocuente y pomposa. La desaparición de la propia personificación del absolutismo propició a la nobleza recuperar parte del poder y la influencia hasta entonces centrada en la persona del monarca, se produjo el abandono de la corte de Versalles, moviéndose mucho de los nobles hacia sus propiedades ubicadas en el interior, en tanto otros se movían a sus mansiones en París, que se volvieron el centro de la «cultura de los salones», reuniones sociales sofisticadas, brillantes y hedonistas que acontecieron entre discusiones literarias y artísticas. Este fortalecimiento de la nobleza hizo que esta se convirtiera entonces en el principal mecenas.
En estos salones se formó la estética del Rococó, la cual varió del interés por la pintura histórica, que era el género anteriormente más prestigioso y que invocaba un sentido ético, cívico y heroico típicamente masculino, a la pintura de las escenas domésticas y campestres, o de alegorías amenas inspiradas en los mitos clásicos, donde muchos identificaban la prevalencia del universo femenino. En este sentido, tuvo un creciente impacto el papel desempeñado por las mujeres en la sociedad durante esta fase, se asumió una fuerza en la política en toda Europa y originó que se volviesen así generosas patronas de arte y formadoras de gusto, tal es el caso de la amantes reales Madame de Pompadour y Madame du Barry, de las emperatrices Catalina, la Grande y María Teresa I de Austria, quienes organizaron varios salones importantes, al ejemplo de Madame Geoffrin, de Madame d'Épinay y de Madame de Lespinasse, entre muchas otras. Mientras tanto, en varios aspectos el Rococó es una simple continuación, o en realidad una culminación, de los valores del Barroco —el gusto por lo espléndido, por el movimiento y por la asimetría, la frecuente alusión a la mitología grecorromana, la inclinación emocional, la pretensión ostentatoria y el convencionalismo, con el fin de cumplir los criterios preestablecidos y aceptados consensualmente. La pintura del Rococó ilustra además, en su versión primeriza, la división social que desembocaría en la Revolución Francesa, y representa el último bastión simbólico de resistencia de una élite distante de los problemas y los intereses comunes del pueblo, la cual se veía cada vez más amanezada por la ascensión de la clase media, que se educaba y comenzaba a dominar la economía y ocupaba importantes sectores del mercado del arte y de la cultura en general. Con esto, se determinó un surgimiento paralelo de una corriente estilística más bien realista y austera, cuya temática era totalmente burguesa y popular, ejemplificada por artistas como Jean-Baptiste Greuze y Jean-Baptiste Chardin, y que fue virtualmente ignorada por el universo rococó, con pocas excepciones, pero que en última instancia terminarían por ser una de las causas del debacle a finales del siglo XVIII.

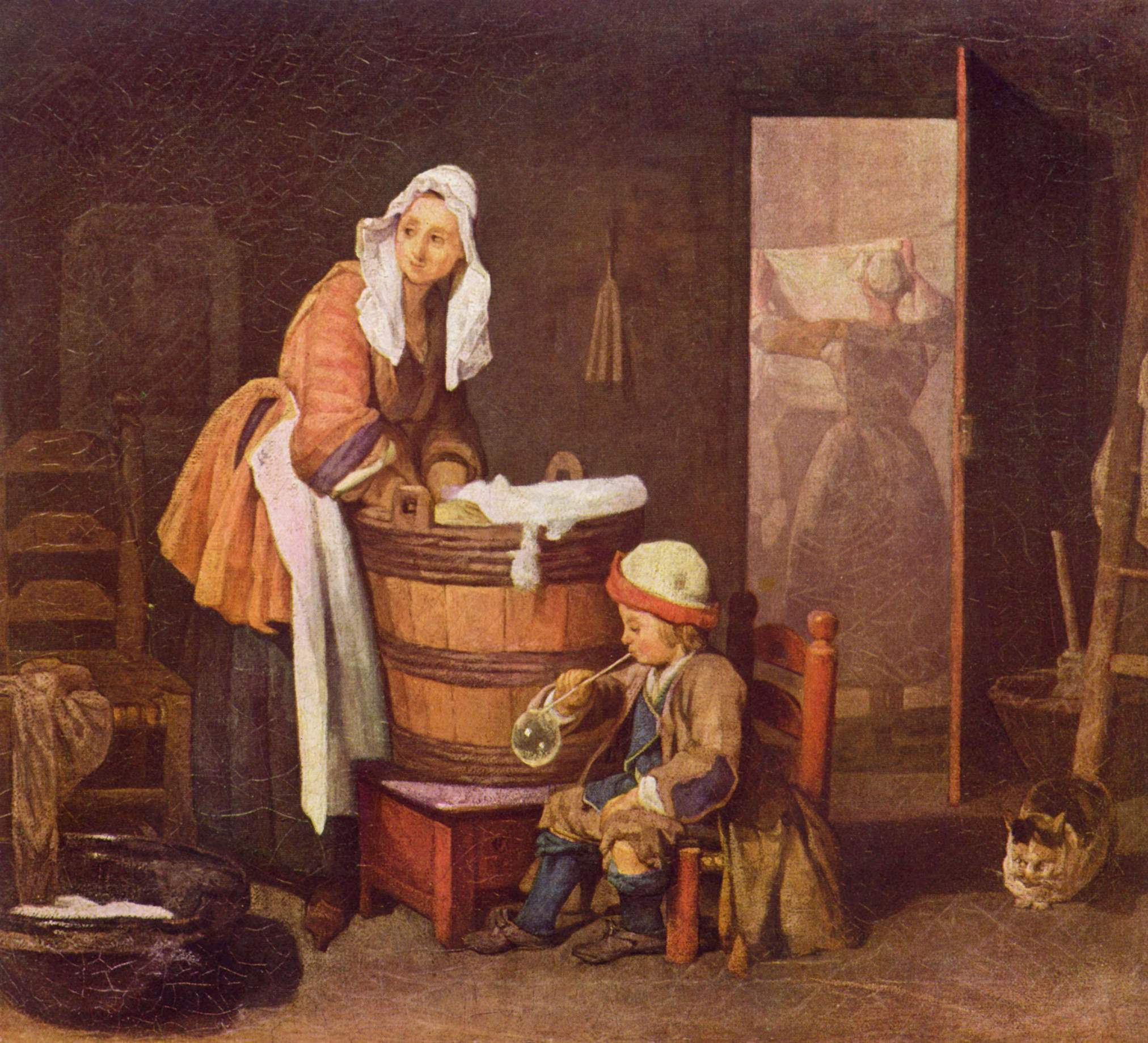
Jean-Baptiste Chardin: La lavandera, 1735. Un ejemplo de la corriente contemporánea más opuesta al Rococó.

En un período en el que las antiguas tradiciones comenzaban a disolverse, la pintura rococó representa una oposición a la doctrina académica, que tentaba, al igual que durante el alto Barroco y en especial en Francia, imponer un modelo artístico clasicista como un principio permanente y universalmente válido, cuya autoridad era colocada por encima de cuestionamientos de la misma forma que la teoría política validaba el absolutismo. En esta ola de liberalismo y relativismo, el arte comenzaba a ser visto como apenas uno más de entre tantas cosas sujetas a las oscilaciones de la moda y del tiempo, una opinión que sería inconcebible hasta poco antes. Como resultado, las inclinaciones de la época tienden a lo humano y sentimental, dirigiendo la producción no para héroes o semidioses, sino para la gente común, con sus debilidades, y en busca del placer. Se abandonó la representación del poderío y de la grandeza, y el público de la pintura rococó procuró ver antes la belleza, el amor, la gracia y lo atractivo, con exclusión de toda retórica y dramatismo. Para ello la tradición clásica además de ser una referencia, ofreció para la inspiración de los artistas un cuerpo de temas bastante atractivos y adecuados para la mentalidad hedonista y refinada de las élites, quienes rechazaban cualquier austeridad y reinterpretación del pasado clásico sobre la luz de la Arcadia ideal y bucólica, de la fantasía de una Edad Dorada donde la naturaleza y la civilización, la sensualidad e inteligencia, belleza y espiritualidad se identificaban armoniosamente. Ni esta temática ni esta interpretación eran, de hecho, novedades, existían desde el Imperio Romano y permanecieron presentes en la cultura occidentales casi sin interrupción desde su origen, tanto como simples artificios románticos y poéticos como recursos de fuga psicológica cuando los tiempos se mostraban hostiles o excesivamente sofisticados, volviéndose por ello un símbolo poderoso de la libertad. En el período del Rococó la nota innovadora fue que del mundo de los pastores arcadios y de los dioses del panteón grecolatino se mantuvo prácticamente el telón de fondo del entorno natural, describiendo esto «natural» a menudo como un jardín cultivado, y los protagonistas del momento eran los propios aristócratas y los burgueses enriquecidos, con todo y su indumentaria, participando en conversaciones brillantes y cuyo heroísmo se resumía en una conquista amorosa, encarnando la idea pastoral más de acuerdo con las convenciones de un teatro social. En representación, así como el Barroco era «verboso», el Rococó fue pastoral y breve; a pesar de la singularidad del paisaje, la pintura es formalmente una acumulación de discontinuidades, y todo lo que da el efecto de la atmósfera y la unidad no es la descripción. De esta forma, el Rococó aparece como el vínculo entre el clasicismo formal del barroco tardío y el pre-romanticismo sentimental de la clase media.

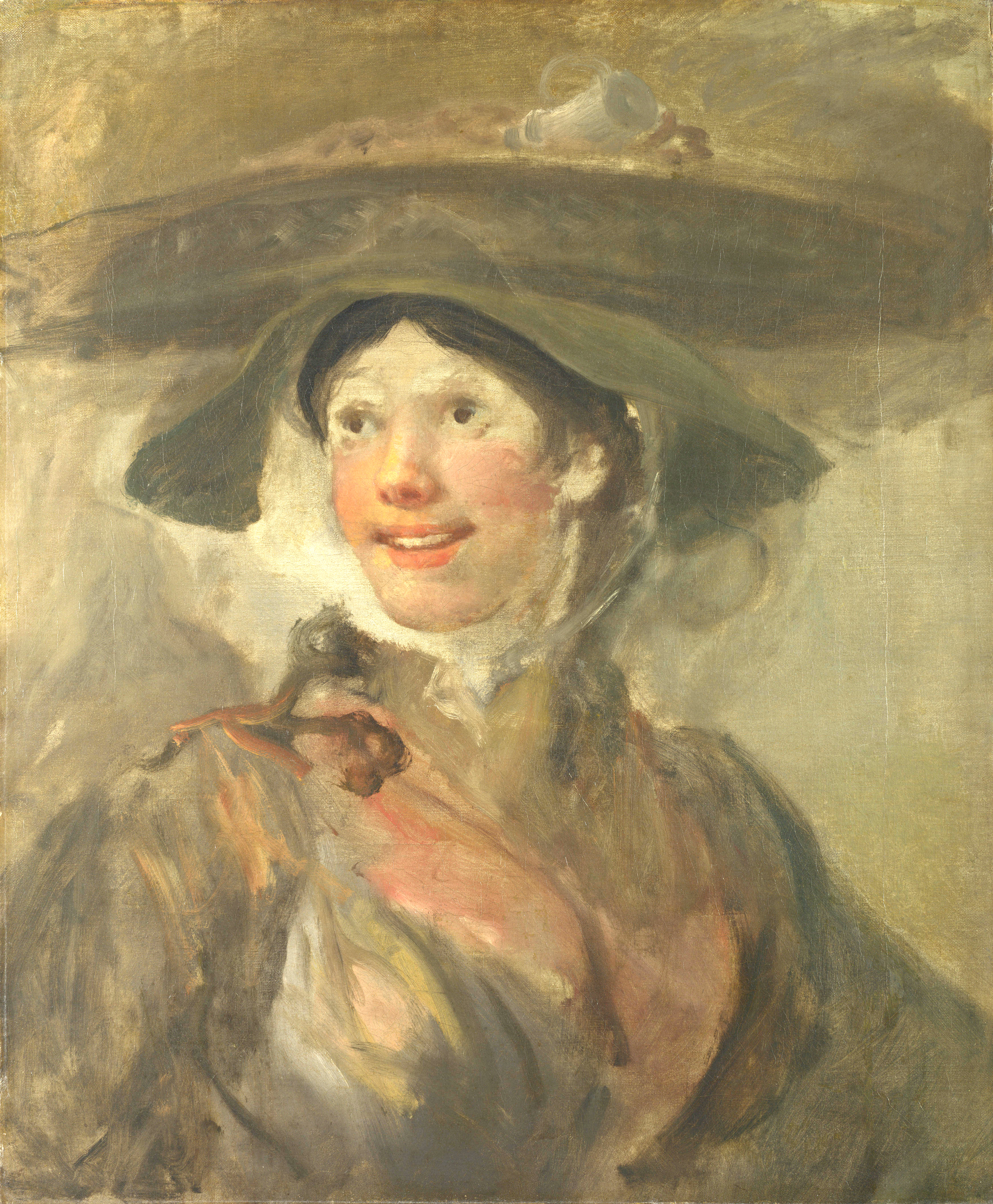
Obra sin título; pero acuñada como La vendedora de camarones o La vendedora de quisquillas (ca. 1740-1745), de William Hogarth.

Este universo fantasioso se alineaba también a las concepciones de la época en cuanto al carácter ilusorio del arte. Para la crítica de aquel tiempo, el placer que el arte podía proporcionar sólo es posible cuando el espectador acepta los términos del juego y se somete a ser engañado por una especie de magia. La problemática envuelta en la ilusión artística no era inédita, y la cuestión de si una actividad basada en la imitación y el engaño de los sentidos puede ser moralmente justificada o ser digna de la atención intelectual acompañó el pensamiento europeo desde los cuestionamientos de Platón, Sócrates y Aristóteles en la Antigua Grecia. Durante el siglo XVIII este tópico asumió un nuevo color en la busca deliberada con el fin de confundir y engañar al público, removiéndolo de la circunstancialidad y de lo concreto para lanzarlo en el ambiguo mundo del teatro y la representación con fluidez, una práctica que de lo contrario no encontraría un apoyo unánime y sería criticado por muchos moralistas, preocupados con la disolución concomitante del sentido de la realidad y la firmeza de los valores éticos incentivados por estas pinturas. De esta forma, no todos los artistas se planteaban el mismo objetivo. Pintores importantes de la época, participaron de manera más activa en la idea de reformar y moralizar el arte, como William Hogarth y Francisco de Goya, se esforzaron por sobrepasar las convenciones del ilusionismo y auxiliar al público a restaurar, como afirma Matthew Craske, «la claridad de su visión». Así, se encontraron posiciones con varios grados de aproximación o distanciamiento de la realidad objetiva, una dialéctica que le dio mucha fuerza a la creatividad de este período. Es importante asimilar que, de acuerdo con la cultura sofisticada de la aristocracia, la civilización era un fenómeno necesariamente artificial, y se esperaba que un espectador educado y pulido supiese hacer las distinciones sutiles entre lo real y lo ficticio, así como capaz de lidiar con las complejidades del arte, y demostrar ser capaz de defender la charlatanería gruesa y el ilusionismo barato, indicando el cultivo de su intelecto y su bagaje académico.
Otra contribución importante para la formulación de la estética del Rococó fue el establecimiento del concepto de «el arte por y para el arte» iniciado por Alexander Baumgarten en 1750 y profundizado por Kant en la década siguiente. Este afirmaba que el principal objetivo del arte era complacer, y no una utilidad, concibiendo la experiencia estética como surgimiento de la contemplación de la belleza de un objeto, y entendida como la estimulación sensual de los pensamientos indiferentes, desprovistos de utilidad o propósito y desvinculados de lo moral. Para Kant, la belleza ideal no se declara completamente, sino que se encuentra constantemente suscitando ideas sin agotarlas. Así el significado no está en la determinación de un concepto cualquiera, sino en el diálogo incesante entre la imaginación y el entendimiento. Por ello califica el arte como un «juego serio», viendo en este aspectos de la lucidez como la libertad o el desinterés. De esta forma el Rococó plantea definitivamente en el arte occidental la cuestión del esteticismo, aún con la ambigüedad que rodea su método representativo y sus principales objetivos, dejando en claro la convención primordial de que la pintura existe, existe tanto para un observador como para ser observada, pero trayendo consigo un grave problema para las generaciones futuras, según Stephen Melville, «decir que lo que le sucede a un espectador de una pintura es fundamentalmente diferente de lo que sucede a una persona que mira un fondo de pantalla o un paisaje por la ventana», elemento dialéctico que se volvería crucial para la discusión y validación moderna del arte en sí, así como su hacer y su entender y la autonomía misma de la estética, que aún no han sido resueltos satisfactoriamente.
Técnicamente la pintura rococó tuvo una mayor libertad de expresión a diferencia de la pintura barroca o académica. La pincelada es nítida y desarrollada, con la creación de texturas y de un efecto por veces similar a los cuadros impresionistas, dándole a muchas composiciones un aspecto de esbozo e inacabado, lo que dejaba al espectador con más eficiencia solicitando que él mentalmente completase lo que le había sido presentado esquemáticamente. Se niegan las especifidades realistas y la primacía de la línea, el espacio tiene su perspectiva acortada creando una ambientación más cerrada, los escenarios de fondo son más simplificados privilegiando el primer plano, y se buscan efectos sugestivos de la atmósfera. La representación del vestuario, a pesar de ello, tiende a ser lo bastante real como para exhibir la suntuosidad de la tela y la riqueza de las joyas y los ornamentos usados por los modelos. El color, aspecto central en el Rococó, era la preocupación de los artistas y se convirtió en un problema extremadamente complejo. Los libros destinados a los aficionados y principiantes en aquellos tiempos, en vez de proporcionar instrucciones graduales sobre las combinaciones de colores primarios, saltaban directamente a esquemas de mezcla con decenas y decenas de gradaciones, y el refinamiento en esta área, en el nivel profesional, fue naturalmente mucho más acentuado, hasta el desarrollo de una simbología propia que implicara cada tipo de tono.

### El Rococó sacro y monumental
La pintura rococó no fue un fenómeno exclusivamente doméstico y encontró un terreno fértil también en la decoración de edificios públicos e iglesias. En estos ambientes la pintura entraba como un elementos importante en la composición de una «obra de arte total», integrándose la arquitectura como un mobiliario y los objetos decorativos accesorios, como las cubiertas y estucos, con tal de comprobar la funcionalidad del espacio. En Francia e Inglaterra, el Rococó asumió una forma estrictamente profana, sin embargo, en otras regiones católicas de Europa, pero de manera especial al sur de Alemania, dejó monumentos religiosos admirables, al igual que en Brasil, donde los pintores de la región de Minas Gerais liderados por Mestre Ataíde formularon a través de un Rococó tardío y del sabor ingenuo, la primera escuela de pintura nacional, y constituyendo así, en opinión de Victor-Lucien Tapié, uno de los dos frutos más felices del estilo en la esfera religiosa.
La preocupación de las élites ilustradas más desocupadas con la felicidad y el placer, acompañadas por un declive de influencia de la religión, que diseñaban una atmósfera rococó, podría, en una primera impresión, problematizar la aplicación del estilo para el arte religioso, que atendía antes las necesidades de las clases más bajas y cuya devoción no fuera en nada afectada por las costumbres desarraigadas de las élites. Las aparentes contradicciones de pronto fueron resueltas por los moralistas cristianos en asociación de felicidad deseada por los sentidos con la felicidad proporcionada por una vida virtuosa, afirmando que el placer humana es una de las dádivas de Dios e sugiriendo que el amor divino también es fuente de una especie de voluptuosidad sensorial. Con esta asociación de ideas, la religión, anteriormente agobiada por la noción de culpa y por las amenazas del fuego y la condenación eterna, asumió un tono optimista y positivo, originando una pintura ante la cual los files pudiesen rezar «una esperanza y una alegría» que sirviera de puente entre la felicidad terrenal y la celeste. El Rococó, empleado en la decoración eclesiástica, formó parte del movimiento de secularización que la Iglesia católica venía experimentando desde el Barroco, eliminando diversos obstáculos entre lo sagrado y lo profano, sirviendo también como una nueva y más envolvente manera de celebrar los misterios de la fe, aun cuando su ornamentalismo fue también visto por algunos como una distracción de los propósitos primarios de la reunión sacramental.

## Escuelas regionales

### Francia

Embarque para la isla de Citera (c. 1718) de Antoine Watteau, óleo sobre tela y pintura característica del Rococó en Francia. Actualmente en el Schloss Charlottenburg.

En Francia, el Rococó mostró su rostro más característico, con un tratamiento leve, galante y sensual de sus temáticas privilegiadas, la pastoral, seguida de las escenas alegóricas y de los retratos. Sus figuras se presentan ricamente vestidas, colocadas contra telones de fondo rural, jardines o parques, un modelo tipificado en Fête galante (fiesta elegante), ilustrada muy bien en la obra de Watteau, donde los aristócratas pasan su tiempo libre en entretenimientos sofisticados en una atmósfera soñadora y no desprovista o exenta de connotaciones eróticas, lo que recuerda el mundo idílico que supuestamente existió en la Antigüedad clásica. La pintura rococó es, ante todo, intimista y por ende no está destinada al público en general, sino que más bien su consumo fue dedicado a la nobleza ilustrada y ociosa de la burguesía más acomodada, teniendo un carácter eminentemente decorativo, reteniendo mucha inspiración de la literatura clásica. La técnica es sutil y tiende al virtuosismo, con pinceladas libres y que de cierta forma prefiguran el Impresionismo y una rica paleta de colores, con un predominio creciente de tonos claros, buscando efectos evocativos de la atmósfera.
El decorativismo de la pintura rococó extrajo su esencia de la rica ornamentación común en muchas obras, de la profusión de detalles representados con minucia, del cromatismo sofisticado, de la riqueza de los trajes y escenarios, al punto de convertirse en un valor en sí mismo, en composiciones que vienen a perder su enfoque narrativo en medio del frenesí de la plasticidad pura, del atractivo sensorial inmediato. En torno a una importante obra de Watteau, Embarque para la isla de Citera —considerada un paradigma de la estética del placer típico del Rococó, al tratarse de la isla de nacimiento de Venus—, Norman Bryson opina que el estilo del pintor ofrece un contenido narrativo lo suficientemente basto apenas para sugerir determinada lectura de la obra, mas no para agotarla, ya que establece un «vacío semántico» que inicia una práctica de disociación entre el texto de referencia y la pintura que ilustra, hecho que prefigura en cierta forma la modernidad, y que minimiza así la dependencia de la misma fuente literaria para la creación artística en otros campos, al tiempo que —según Catherine Cusset— sustituye el contenido psicológico o metafísico por una «plétora de ideas».

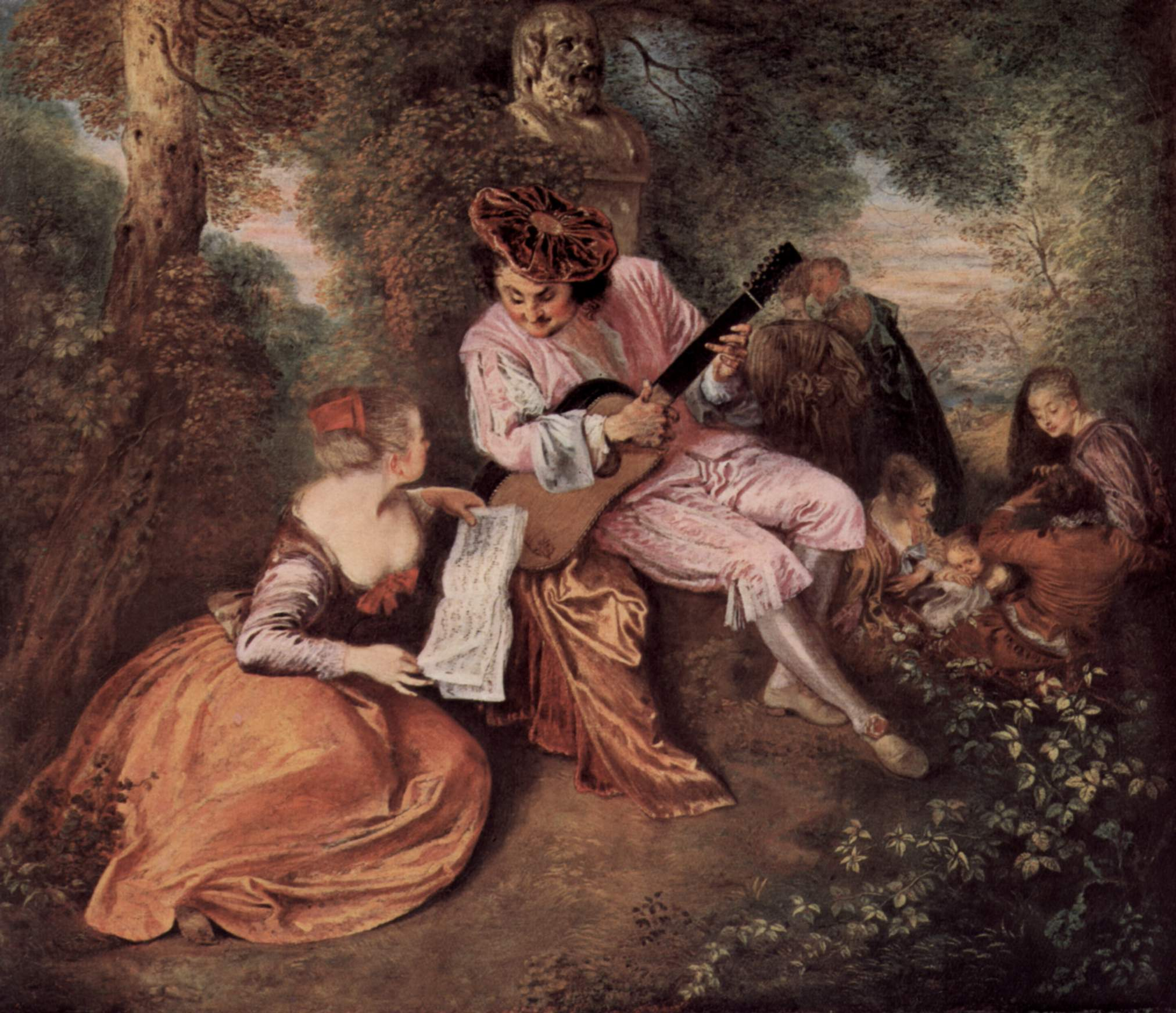
La Gamme d'Amour (c. 1717), de Antoine Watteau. Actualmente en la National Gallery.

En esta estética del placer y la sensualidad había un atractivo especial, pero que fungía no como un componente de la narrativa del erotismo puro, sino más bien, como una excusa para que los artistas exploraran los límites de la representación, originando una tangibilidad que suscitase una respuesta sensorial global más inmediata e intensa, cosa que era de los parámetros para la calificación de una obra de arte en aquel tiempo, inscribiéndose como una concepción más amplia de la vida donde el despreocupado placer de vivir era la tónica. Lo que sugiere de una forma muy explícita, que el complemento más atractivo a la fantasía del público la presenta como un todo, cosa que se considera ofensiva, siendo el erotismo en la pintura rococó mucho más penetrante y eficaz que en composiciones en las que se ha agotado el significado desde el principio por lo obvio en que se plantean las referencias directas. A pesar de esta aura más dominante de la sugerencia y la insinuación, ejemplos de erotismo más crudo son encontrados, de forma especial en la obra de François Boucher, uno de los grandes maestros del Rococó, quien según Arnold Hauser tuvo fama y fortuna «pintando senos y nalgas» y así se acercó a un universo más popular, aunque también era capaz de permanecer en otras ocasiones dentro de los límites de la decencia pública y crear piezas de gran dignidad y delicado encanto.
Otro de los grandes pintores franceses es Jean-Honoré Fragonard, alumno de Boucher y colorista experto, que continuó con la tradición de alegorías poéticas y sensuales de sus antecesores, pero siendo también apreciado por sus contemporáneos gracias a la enorme versatilidad que mostraba, adaptándose a las necesidades de una gran variedad de temas y géneros, acumulando enorme fortuna con la venta de sus obras con motivo de la pobreza generada tras la Revolución. Durante la rehabilitación del Rococó en el siglo XIX fue llamado el «Querubín de la pintura erótica», elogiado en altos términos por su capacidad de crear efectos de suspensión emocional y tensión sensual sin caer en lo indecoroso. Por último, otros pintores que destacaron en el Rococó de Francia fueron: Jean-Marc Nattier, los tres Van Loo (Jean-Baptiste, Louis-Michel y Charles-André), Maurice-Quentin de la Tour, Jean-Baptiste Perronneau, François Lemoyne, Elisabeth Vigée-Le Brun, Jean-Baptiste Pater, Alexander Roslin y Nicolas Lancret entre muchos más.

### Inglaterra
El sistema social inglés difería en varios puntos respecto al modelo continental. La aristocracia formada por los nobles y ricos comerciantes también tenía control del poder, aunque se esforzaba por implantar un sistema plenamente capitalista que originaba, a la vez que conseguía, la competencia de la burguesía, sabedores de que sus objetivos eran comunes y se identificaban con los del Estado, para beneficio propio y de la nación. No existía un aura mítica alrededor del «nacimiento noble», la estratificación social era más versátil, asociándose frecuentemente los plebeyos a la nobleza por medio del matrimonio, y los estratos más bajos mostraron un grupo bastante homogéneo que en la práctica es poco distinguido de la clase media. Otra característica distintiva era que los nobles eran quienes pagaban la mayor parte de los impuestos, a diferencia de Francia, en donde estos estaban exentos de todas estas tasas. Aunado a ello, en Inglaterra se había ido formando una considerable cantidad de lectores entre el populacho, mucho más informado sobre hechos generales, política y mismo arte que el de otras regiones, por medio de la creciente divulgación de libros y de la circulación de varios periódicos populares. Estos factores propiciaron en la sociedad inglesa una libertad de expresión desconocida en otros países de Europa, y que lo volverían uno de los países con mayor riqueza el siglo siguiente.

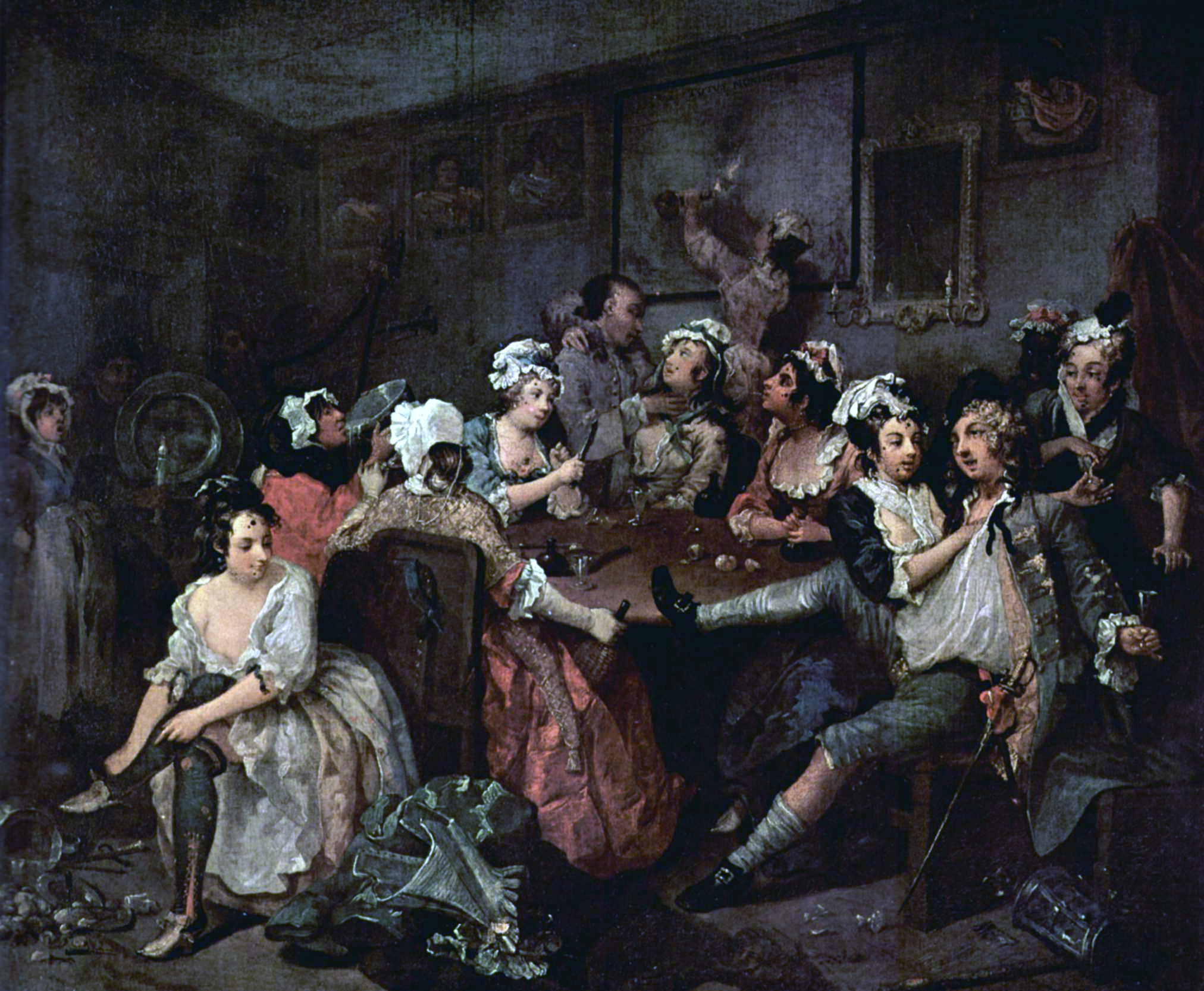
Óleo sobre lienzo de La vida de un libertino (c. 1732-1735), obra hecha por William Hogarth. Actualmente en el Sir John Soane's Museum en Londres.

El Rococó inglés fue un producto importado de Francia, y desde su introducción se volvió una moda, aunque la recepción del estilo en Inglaterra no estuvo exenta de contradicciones, una vez que históricamente las relaciones entre los dos países fueron marcadas por conflictos. Las élites, sin embargo, aprovecharon un período de paz, supieron separar cuestiones políticas de las estéticas, visitaron Francia como turistas, incentivaron la migración de artistas franceses e importaron gran cantidad de objetos decorativos y piezas de arte rococó, mientras que el resto de la población tendía a enfrentar todo lo que era francés con desdén. Sobre esta base popular aparecieron escritores satíricos como Jonathan Swift, y artistas como William Hogarth, con series en lienzo y grabados de fuerte crítica social como La vida de un libertino y el Casamiento a la moda, expusieron sin censura en una obra robusta y francamente narrativa los vicios de la élite francófila. En términos temáticos se trataba de un caso asilado, y la reacción a su trabajo por la élite fue previsiblemente negativa, como un síntoma de los tiempos, formalmente su estilo personal le debe mucho a Francia. El mercado de arte estaba completamente destinado al estilo extranjero, y los artistas locales tuvieron que afrontar la situación, adoptando ampliamente los principios del Rococó francés. Los géneros más populares en Inglaterra fueron el retrato y las «pinturas de conversación», escenas donde se mostraban grupos de amigos o familiares envueltos en conversaciones, una tipología que refrescaba tanto el retratismo como el paisajismo, introducida por el inmigrante Philip Mercier y posiblemente inspirada en las Fêtes galantes de Watteau. El género fue cultivado también por Francis Hayman, Arthur Devis y Thomas Gainsborough, tal vez el más típico y brillante pintor del Rococó inglés. Gainsborough practicó también el paisajismo puro, donde desarrolló un estilo de simplificación del escenario, de descripción inespecífica y teatralizada, y de la alteración de sus colores básicos y del sentido de perspectiva, artificialismos típicos del Rococó, además de haber dejado una importante labor en el campo del retrato. También debemos mencionar el inmigrante alemán Johann Zoffany, dueño de un estilo original, creando escenarios complejos de interiores repletos de obras de arte y retratos de grupo, y Thomas Lawrence, representante del Rococó tardío y retratista celebrado, cuya carrera se extendió hasta el Romanticismo, aunque sus obras tempranas destacan extraordinario encanto y gracia juvenil.

### Italia y Alemania
Aunque gran parte del Rococó germánico deriva directamente del francés, su principal fuente es el desarrollo del Barroco italiano, y en estos países la distinción entre ambos movimientos es más difícil y subjetiva. En Italia, patria del Barroco, este estilo continuaba atendiendo las necesidades de sensibilidad local, y el modelo del Rococó francés no fue respetado en su esencia, puesto que se alteró su alcance temático y sus énfasis significantes, expresándose principalmente en la decoración monumental. En el campo de la pintura, el mayor auge ocurrió en Venecia, alrededor de la figura predominante de Giovanni Battista Tiepolo, célebre muralista que dejó obras importantes también al norte de los Alpes y en España. Su estilo personal era perfectamente una continuación del Barroco nativo, adoptando una paleta de colores leve y luminosa, construyendo formas vivaces, alegres y llenas de gracia y movimiento, que lo hicieron caer en la órbita del Rococó, a pesar de que su tono siempre es elevado y su temática muy a menudo abarcaba lo sagrado o glorificado. Otros nombres italianos dignos de nombrar son Corrado Giaquinto, Sebastiano Ricci, Francesco Guardi, Francesco Zugno, Giovanni Antonio Pellegrini, Giovanni Domenico Tiepolo, Michele Rocca y Pietro Longhi, con una temática muy variada de la escena doméstica al paisaje urbano, pasando por alegorías mitológicas y obras sagradas.
Una de las principales figuras germánicas es Franz Anton Maulbertsch, activo en una vasta región de Europa Central y Oriental decorando numerosas iglesias, considerado como uno de los grandes maestros del fresco del siglo XVIII. Poseedor de un talento original, así como una de una técnica brillante y siendo un gran colorista, rompió los cánones académicos y desarrolló un estilo fuertemente personalista de difícil categorización, muchas veces comparado a Tiepolo por la elevada calidad de su obra. Hacia el final del siglo, se desarrolló en Alemania una aversión por el supuesto exceso de artificialismo en el modelo rococó francés, al igual que ocurrió en algunos sectores del mundo artístico de Inglaterra -el mismo de la propia Francia-, y los nacionalistas alemanas recomendaban la adopción de modos sobrios, naturales e industriosos ingleses como un antídoto contra las «afectaciones teatrales» y la «suavidad de las falsas gracias» francesas. También deben ser incluidos como maestros importantes del Rococó germánico monumental Johann Baptist Zimmermann, Antoine Pesne, Joseph Ignaz Appiani, Franz Anton Zeiller, Paul Troger, Franz Joseph Spiegler, Johann Georg Bergmüller, Carlo Carlone, entre muchos otros, que dejaron una marca en sus obras en palacios e iglesias.

### Otros ejemplos
En la bibliografía consultada son escasos los pintores rococó de real importancia en otros países, pero en algunos casos, más o menos aislados, merecen una mención especial: en España, la genial figura de Francisco de Goya difícilmente admite adscripción a un solo estilo, dada la amplitud y el carácter tan personal de su obra. No obstante, cabe señalar que los cartones para tapices que realizó y muchos de sus retratos se enmarcan en la estética rococó. En efecto, a partir de 1775, empezó a pintar cartones para la Real Fábrica de tapices en los que, siguiendo el gusto de la época, reflejó una temática costumbrista y popular. Del mismo modo, en sus retratos no idealiza los modelos, debiendo recordar que el retrato de la época se caracteriza precisamente por la reflexión indirecta e irónica, con una observación exacta del modelo y carente de juicio de valor, como puede verse en el autorretrato de William Hogarth, con el evidente paralelismo entre el autor y su perro, los autorretratos de Quentin de La Tour o la escultura de Voltaire de Jean-Antoine Houdon, en la que el filósofo aparece marchito, cínico y calvo, así como las pinturas de Ramón Bayeu. Como pintores del Rococó español, destacan Luis Meléndez y Luis Paret y Alcázar. El primero realizó retratos, especializándose posteriormente en bodegones. Por su parte, el segundo, es la más importante aportación española al estilo; pintó desde paisajes con figuras hasta escenas de género. También cabe mencionar la obra pictórica de Antonio Viladomat, Francesc Tramulles Roig y Francesc Pla.
Otros ejemplos del Rococó en los demás países son: en los Estados Unidos, John Singleton Copley; en Rusia, Dmitry Levitsky, Ivan Argunov y Fyodor Rokotov; en los Países Bajos, Rachel Ruysch y Jan van Huysum; en los Países Escandinavos, Carl Gustaf Pilo y Georges Desmarées; en Portugal Vieira Portuense y Pedro Alexandrino de Carvalho, y en Brasil el ya citado Mestre Ataíde.

## La fortuna crítica de la pintura del Rococó
El espíritu del Rococó comenzó a ser atacado a partir de la ascensión de la crítica inspirada por la filosofía ilustrada, como la practicada por Diderot, así como también por los ideales puritanos de la clase media, surgidos alrededor de mediados del siglo XVIII, esto trajo consigo censuras que desde entonces fueron aplicadas y estuvieron dirigidas sobre todo a su versión francesa o sus derivados más literales. El Rococó francés fue un estilo totalmente aristocrático, derivado de una sociedad que todavía tenía una rígida estratificación social y que representó la fase final del antiguo sistema económico feudal. La Ilustración cuestionó las bases de esta sociedad así como el modelo de civilización y cultura que proponía, disolvió las jerarquías y los modelos de patronato que alimentaron la pintura rococó, ya vista y calificada como frívola, afeminada, elitista y excesivamente ornamental, vio el mundo desde una perspectiva más equitativa, independientemente de las tradiciones, mitos y religiones, anuló los privilegios de cuna y estableció nuevos criterios para la adquisición del conocimiento, donde reinaba la claridad de la razón y de la demostración lógica y científica sobre las ambiguas y obscuras sutilezas de la opinión, del sentimiento y de lo metafísico.

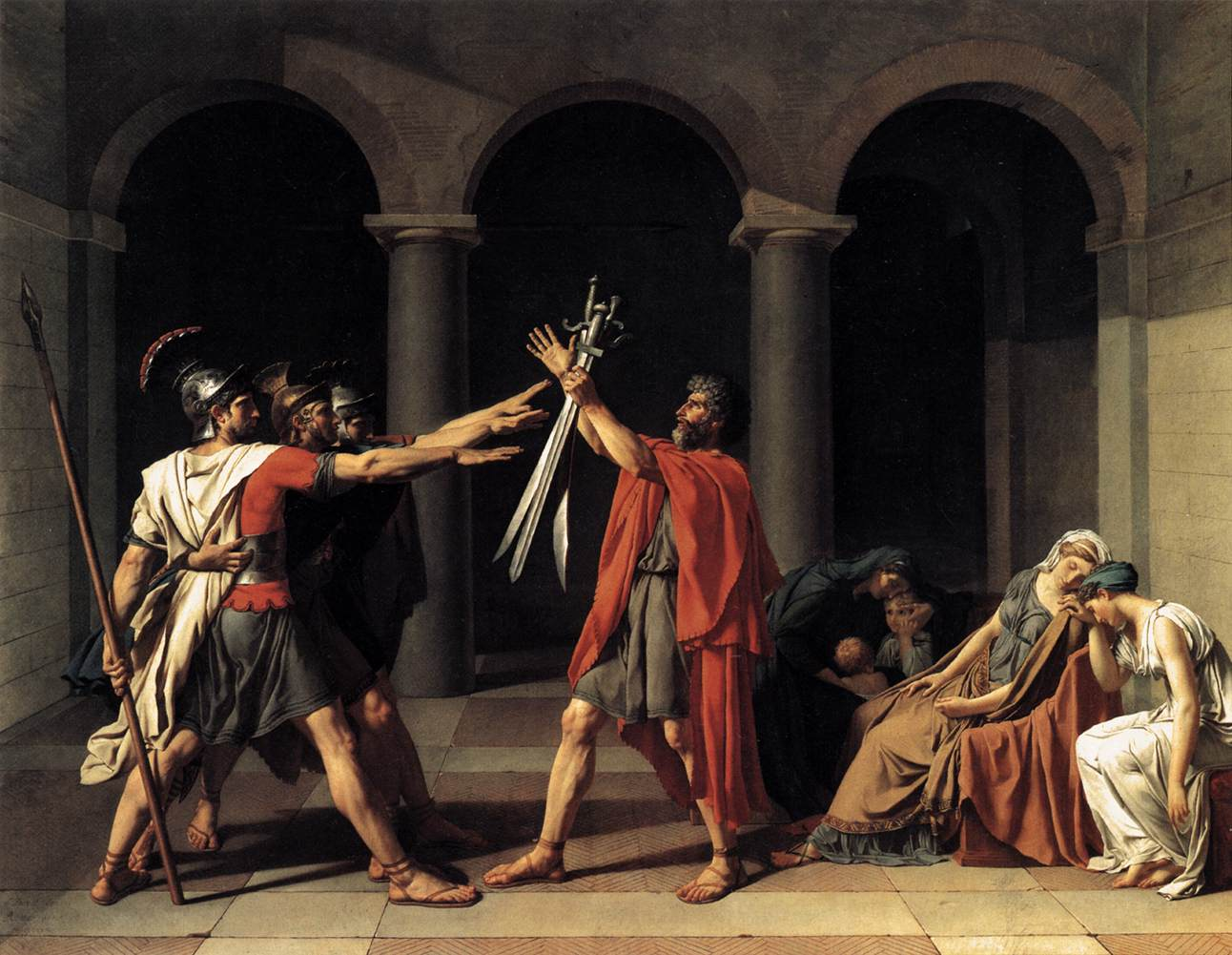
Jacques-Louis David: El juramento de los Horacios, 1784. Obra capital del Neoclasicismo ético, heroico y austero.

La clase media, a su vez, identificaba fácilmente el estilo Rococó como el rostro de la élite corrupta y disoluta que quería derrocar, y el arte que cultivaba y apreciaba, principalmente el de Chardin y Greuze, era diametralmente opuesto tanto en la forma y el contenido. Este proceso culminó en la Revolución Francesa y en el surgimiento del Neoclasicismo, con un regreso de ideales artísticos basados en valores de austeridad, piedad, civismo y ética, una reafirmación de los principios masculinos y una rehabilitación de la pintura históricamente moralizante, a expensas de la femeninamente graciosa, intimista y sensual del Rococó.
Pero el eclipse del estilo fue muy breve. Superada la fase más rigurosa del neoclasicimo y recuperándose en cierto grado la estabilidad política europea tras la Revolución y el fracaso final de Napoleón Bonaparte, en la década de 1830, el arte Rococó volvió a la escena a través de la literatura de Gérard de Nerval, Théophile Gautier y otros autores, desilusionados con excesivo énfasis, puesto que consideraban, en la concepción de que el arte siempre debe ser producido con un propósito cívico o didáctico, y que el mundo había llegado a ser dominado por una burguesía inculta y carente de gusto. El grupo comenzó a desarrollar un estilo revivalista y nostálgico, inspirado en la literatura y pintura del siglo XVIII, y siguiendo un modo de vida semejante al de la antigua aristocracia, con sus salones y hábitos sofisticados, atrayendo la atención de otros escritores y poetas. Luego, su número se volvería considerable, dando origen a una subcorriente romántica en la literatura y artes visuales, llamada «Romanticismo fantasioso», que tendría gran aceptación popular entre la década de 1840 a 1850.

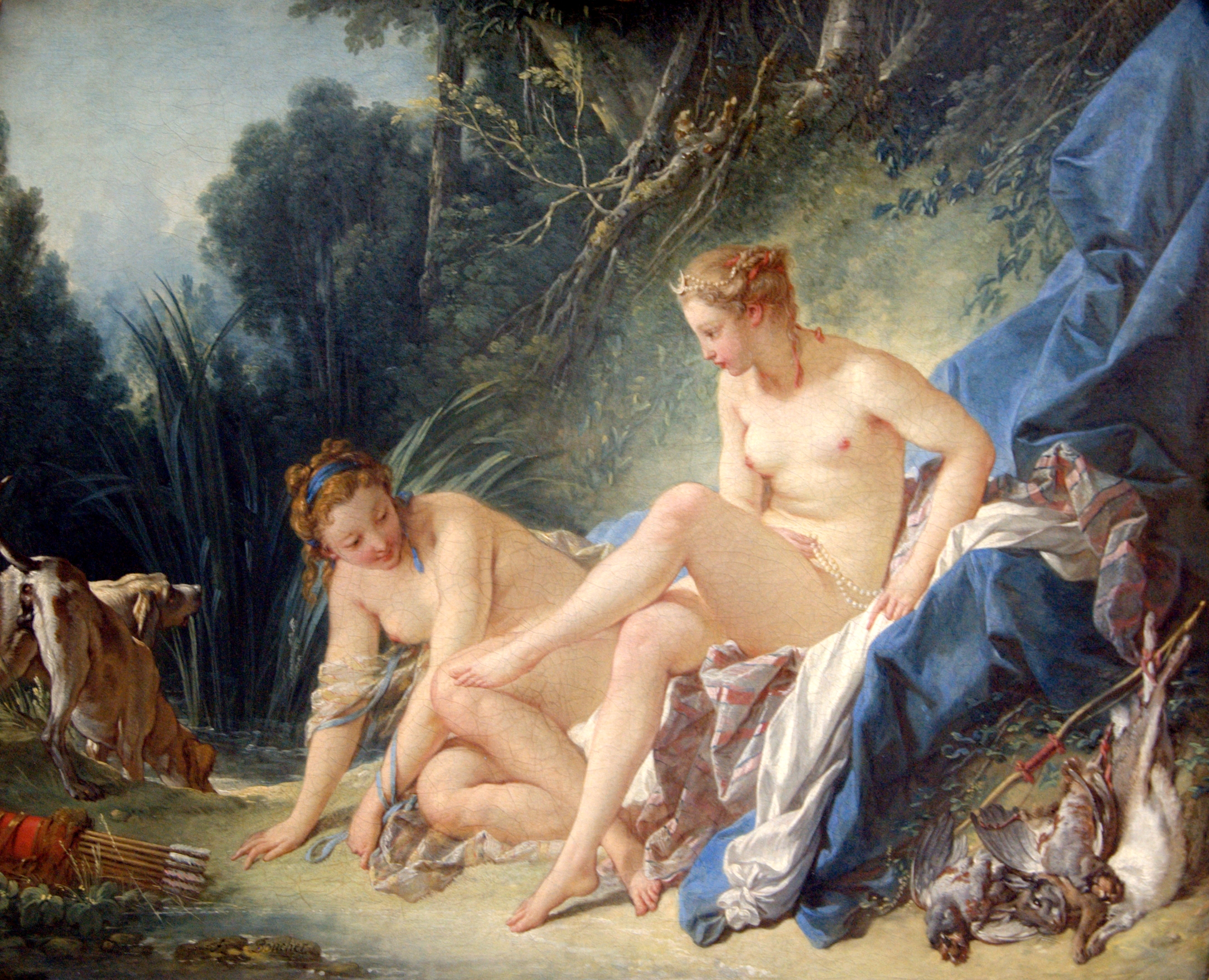
El baño de Diana, de François Boucher (h. 1750, Museo del Louvre, París). El género mitológico se vuelve delicado y sensual.

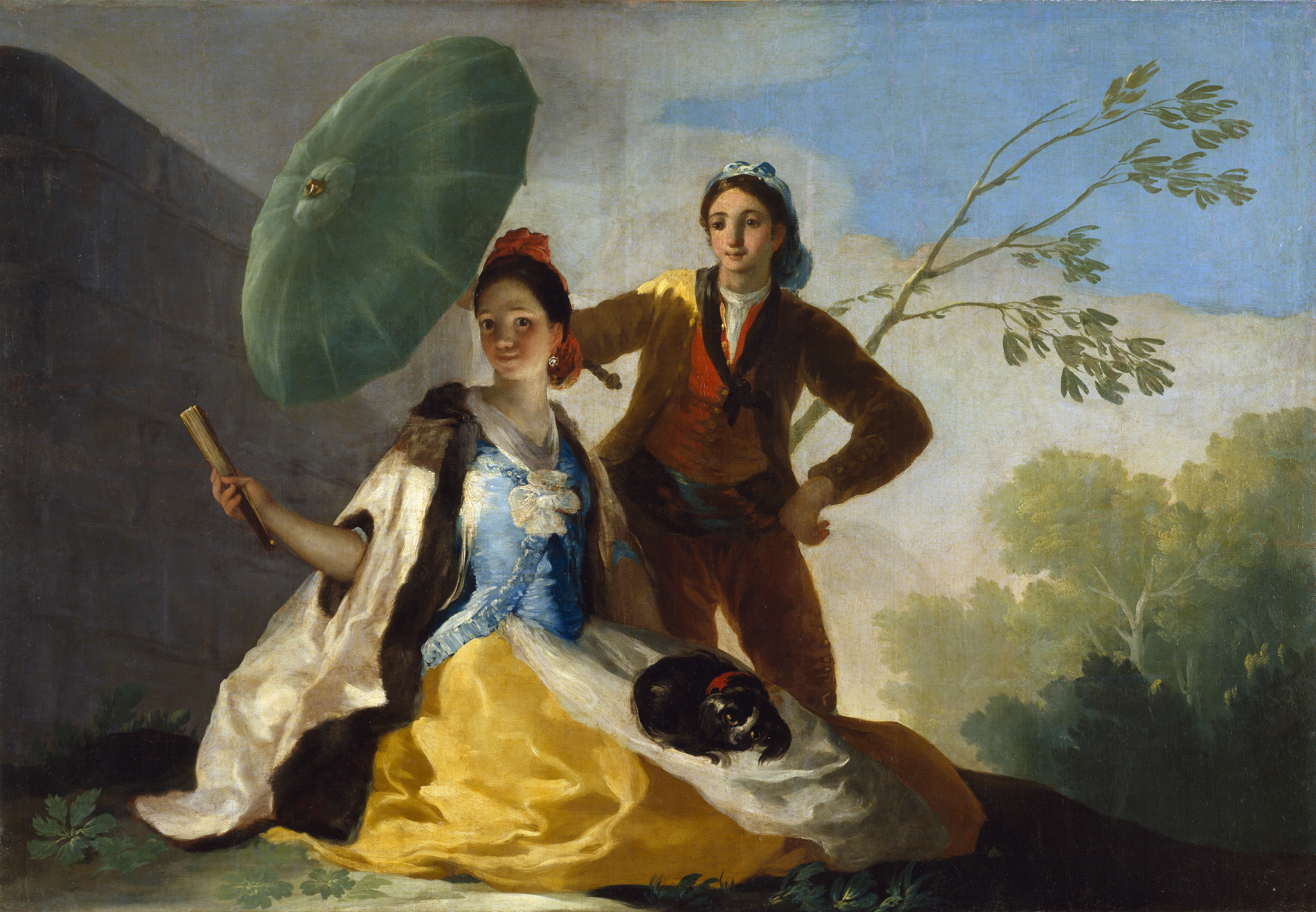
Francisco de Goya: El parasol, 1777

Hacia finales del siglo XIX, el Rococó francés fue plenamente recuperado e instaurado como un patrimonio cultural nacional de Francia, junto con la rehabilitación de las artes decorativas en general. En esta fase se multiplicó la literatura crítica respecto al estilo, fueron instituidos museos para las artes decorativas, diversos monumentos del siglo XVIII fueron restaurados y la pintura Rococó volvió a ser aceptada como parte integrante de una concepción global de decoración de intereses, así como fue entendida en su origen. Este renovado entusiasmo por el Rococó culminó con su consagración en el Museo de Louvre en 1894, con la destinación de una sala enteramente dedicada al arte del siglo XVIII, donde se recrearon ambientes completos. También se estimuló una moda de objetos y paneles decorativos en estilo revivalista, y fue uno de los factores para el desarrollo de las artes aplicadas y de la artesanía de alta calidad de Art Nouveau, teniendo también un carácter simbólico de reaproximación de las élites heredadas de la nobleza con la burguesía de la Tercera República. Al mismo tiempo, se rescató la importancia de Tiepolo como uno de los más destacados muralistas del siglo XVIII, y a principios del siglo XX Oswald Spengler hizo un elogio emocional del arte Rococó en su trabajo La decadencia de Occidente.
Mientras tanto, otros autores como Egon Friedell, quien escribió en el período de entreguerras, continuó considerando que el estilo era poco favorecedor. Un nuevo interés por el Rococó surgió en la década de 1940 cuando Fiske Kimball publicó su importante estudio The Creation of the Rococo (1943), que trató de definir y describir el estilo en bases críticas cuidadosamente históricas, pero que más bien sirvió para generar una serie de nuevas cuestiones que trajeron a la luz inconsistencias en su definición. Todo ello, evidenció su complejidad y alimentó los debates académicos posteriores, con grandes contribuciones de Arnold Hauser en la década de 1950, apreció el estilo de una forma más profunda y comprensiva gracias a las ideas Marxistas, y de Philippe Minguet y Russell Hitchcock en la década de 1960, centrándose estos en los conjuntos arquitectónicos, así como Victor Tapiè y Myriam Oliveira quienes acreditaron que en las décadas del 70 en adelante hubo una regresión en la búsqueda de conceptos ya superados, y particularmente muestran como ejemplos los enfoques de Germain Bazin, Anthony Blunt, Yves Bottineau y Georges Cattaui, que delimitaron el tema al Barroco, contradiciendo así las ideas pre-Kimball.
Lo que está claro es que todavía existe mucha polémica y contradicciones en los estudios sobre el Rococó, aunque de una forma la crítica más o menos concuerda en ver en la filosofía subyacente de la pintura Rococó elementos de superficialidad, elitismo, hedonismo y alienación, aun cuando destacan que estos aspectos no cuentan toda la historia y que se aferran a ellos a partir de supuestos morales modernos que pueden impedir al público reconocer su valor como arte por derecho propio y como vehículo de significados importantes para la clase que gobernó en Europa durante el siglo XVIII, hecho que basta por sí para atribuirle gran interés histórico y documental. También se admite ampliamente que en sus mejores momentos, la pintura Rococó alcanza niveles muy altos de excelencia técnica, es difícil incluso para los moralistas más empedernidos ser insensibles a su encanto y su riqueza plástica, así como a la capacidad de sus autores. Otro punto positivo de la pintura Rococó fue detectado en la reformulación y suavización de la iconografía cristiana, traduciendo los elementos de la fe y retratando sus mártires y santos dentro de una moldura menos pesada y opresiva de aquella producida durante el Barroco, permitiendo el nacimiento de una devoción más jovial y optimista, menos cargada de culpa, y que reconciliaba la naturaleza con lo divino. Al mismo tiempo, su índole personalista, su curiosidad por lo novedoso y exótico, así como su rechazo del Academismo representaron un movimiento en dirección a la libertad y creación espontánea, tan apreciadas hoy en día, y que eran considerados criterios legítimos de evaluación de una obra de arte en aquellos tiempo. De hecho, la misma concepción poseía Alexander Pope al «declarar que algunas bellezas no pueden ser explicadas en preceptos», y que «hay gracias sin nombre que ningún método enseña, y que sólo la mano de un maestro puede lograr», cualidades que sólo podían ser juzgadas por el «gusto», un elemento sutil que el propio Voltaire no compartía y «un discernimiento rápido, una percepción súbita que, como las sensaciones del paladar, anticipan la reflexión, acepta lo que da una impresión voluptuosa y rara y rechaza lo que parece grosero y desagradable».
En contraste, para una mejor comprensión de la pintura del Rococó es necesario que primero percibamos claramente que no sólo se limita a Francia, aunque allí haya mostrado ser más plena, típica y esencialmente y sea la referencia básica de todo el estilo, pero se expresó de una gran variedad de formas en una vasta área del Occidente, adaptándose a otras demandas y reflejando experiencias vitales y visiones del mundo muy diversificadas, y según, cuando analizamos sus aspectos más difíciles, más paradójicos y más propensos a las críticas, tratábamos de penetrar en la filosofía que direccionaba aquel arte de encantos y fantasías, de juegos visuales e intelectuales y alusiones veladas, que prestigiaba la educación y el refinamiento contra lo que se creía grosero e inculto, y expresaba una voluptuosidad y una alegría auténtica para hechos simples de vivir en una situación confortable, lo que, si era prerrogativo de pocos en su tiempo, como sabemos, hoy se volvió un patrimonio de todos a través de su legado artístico. Por lo que no hará daño recordar la advertencia de Locke, que prácticamente apunta al lado artificial de toda representación y para la necesidad de aceptar las reglas propuestas en cada juego artístico de modo que sea satisfactorio:

«Es vano tratar de encontrar fallas en las artes del engaño, donde las personas tienen placer de ser engañadas.»

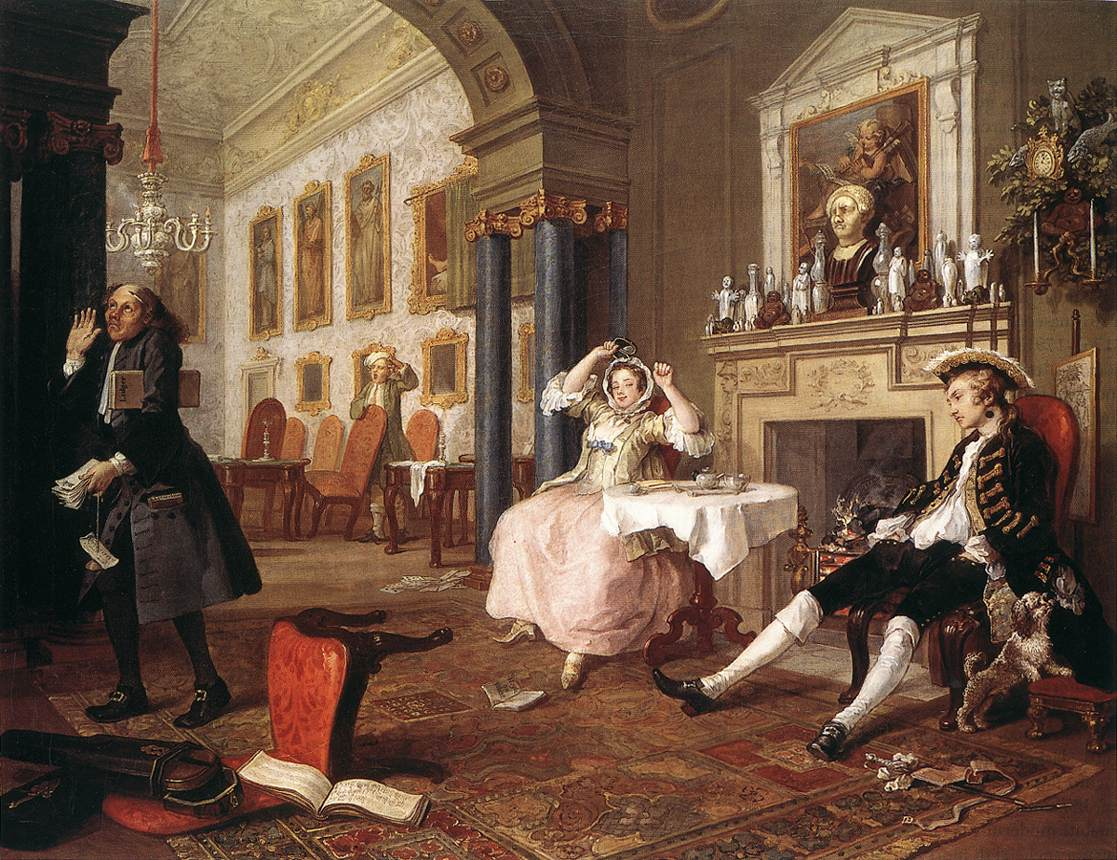
William Hogarth: Serie Casamiento a la moda, Después del casamiento, 1743.
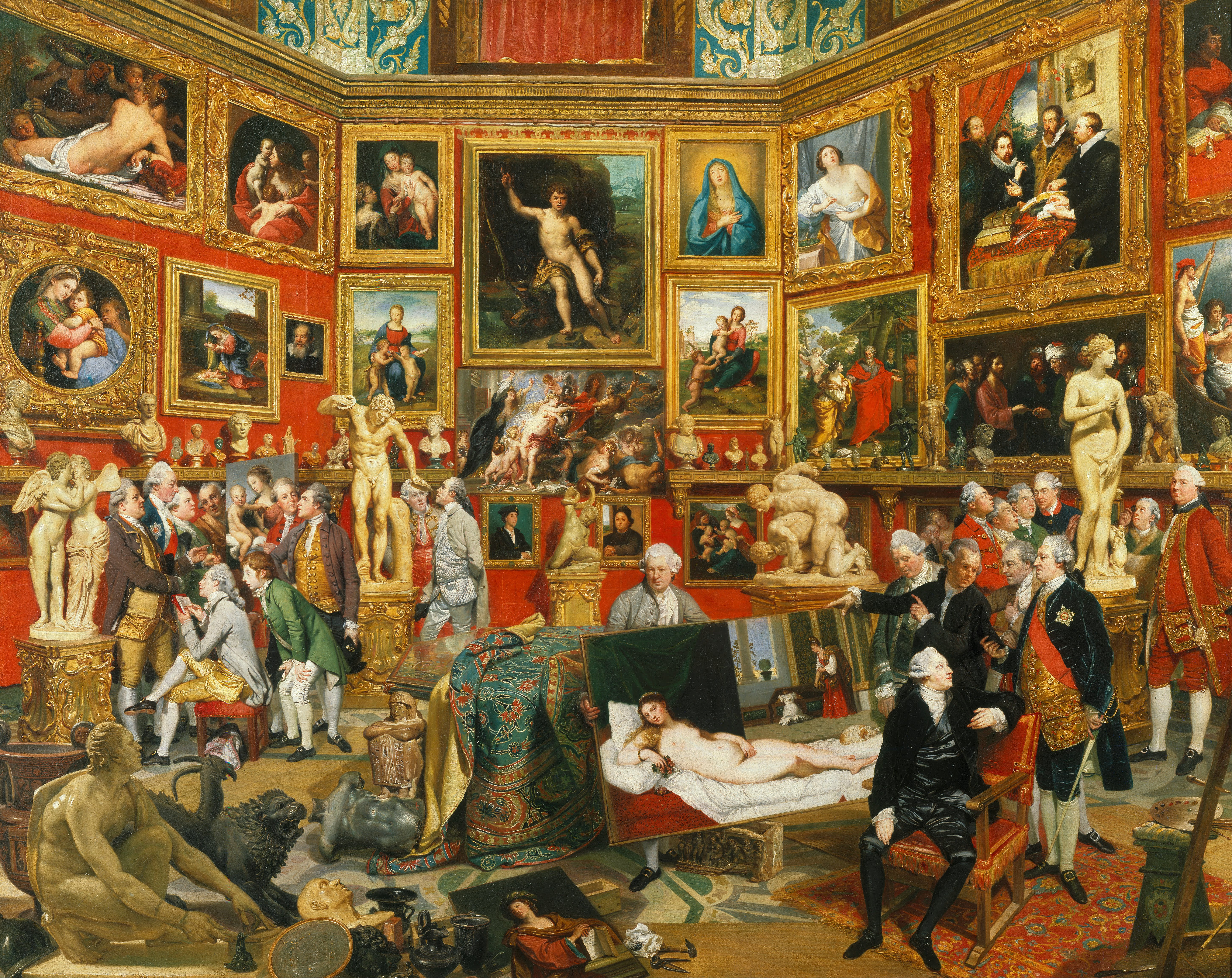
Johann Zoffany: Galería de los Uffizi, 1772-78.
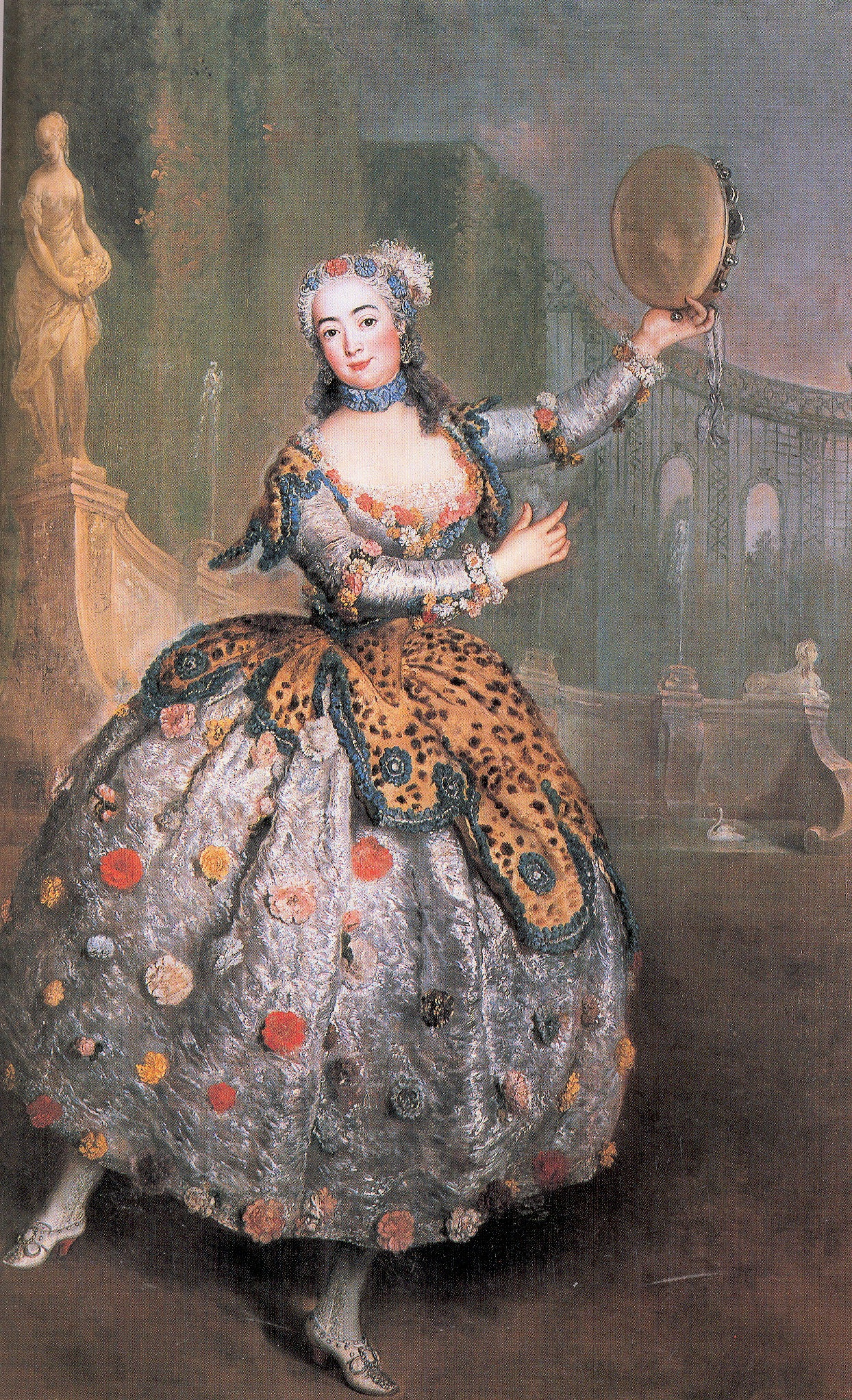
Antoine Pesne: La bailarina Barbara Campanini, c. 1745.